# Mocadorada

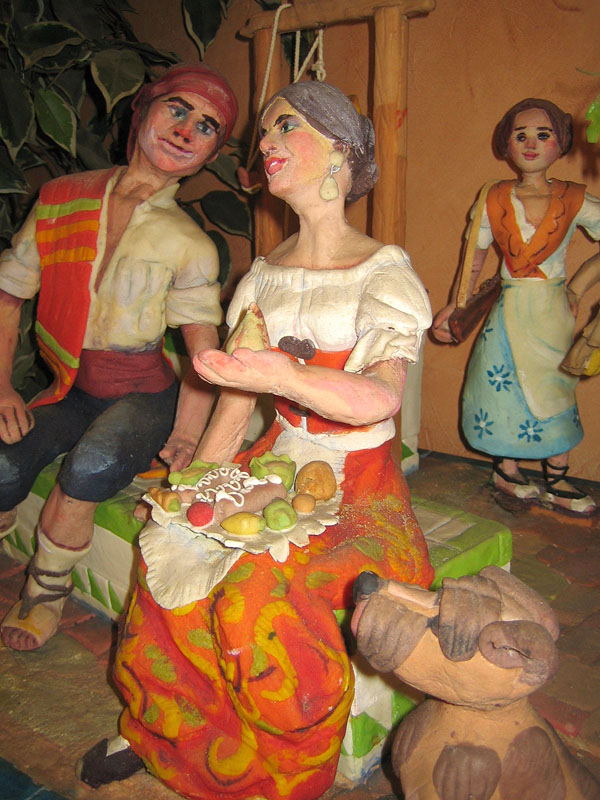
Ninots de massapà, part d'un aparador d'una pastisseria. És tradicional la creació de decoracions a base de massapà per al dia de Sant Dionís

La Mocadorada o Mocadorà (pronunciat en valencià central /mokaoˈɾaː/) és una celebració popular valenciana, generalment vinculada a la data del 9 d'octubre, dia de Sant Donís, coincidint amb la Diada Nacional del País Valencià. La tradició és que els homes regalen a les seues parelles un mocador per al coll que embolica uns dolços de massapà cru, de diferents formes i colors, que representen les fruites i hortalisses de l'horta de València, totes envoltant dues figures més grans i principals fetes de massapà cuit: la piuleta i el tronador.
La mocadorada té el seu origen en els porrats que se celebren arreu del territori valencià en diverses dates festives, majoritàriament el dia de Sant Antoni. La mocadorada de Sant Donís sorgeix a la comarca de l'Horta, generalitzant-se posteriorment a la Ciutat de València, i més tardanament a part de la resta del territori valencià per la seua vinculació amb la celebració del Nou d'Octubre, i com a símbol del Dia dels enamorats valencians. A la capital del País Valencià, es venen cada any entre 100.000 i 45.000 racions, amb vendes superiors al milió d'euros en l'Àrea Metropolitana de València, on es produeixen la majoria de les vendes.
Tot i que generalment s'haja acceptat la seua vinculació amb la data, la mocadorada no és exclusiva del diada. A banda del Nou d'Octubre, a Gandia es donen dolços al porrat de Sant Antoni, juntament amb els tradicionals fruits secs. A Oriola i el Baix Segura, és tradicional la pesá, també per Sant Antoni. A la localitat de l'Alcora se celebra la mocadorada des dels anys 50 en el dia de Sant Vicent, a voltes amb dolços diferents al massapà, com pelaïlles. La tradició es perdé i recuperà a principis del segle XXI.

## Història
Des d'antic es troba l'existència de rituals amorosos on l'home regala fruita o dolços a la cortejada, sovint vinculats a les festes patronals. Un dels antecedents de la celebració actual es troba en l'edat mitjana, quan les ciutats homenatjaven els convidats, sobretot els reis, amb una vaixella d'argent plena de viandes. A partir del segle xv, la ciutat de València va començar a regalar vaixelles de ceràmica de Manises i Paterna que contenien uns dolços de sucre que començaven a fer-se a terres valencianes arran de la introducció del cultiu de la canya de sucre al Regne de València, com ara confits i massapans. Amb el temps, el costum es va popularitzar entre els valencians i va derivar en un regal pel 9 d'octubre, ja que, segons diu la llegenda romàntica, els massapans representen els fruits de l'horta de València que les valencianes van oferir a Jaume I i a la reina Na Violant d'Hongria el 9 d'octubre del 1238, quan van entrar a València després de la conquesta.
Un altre dels orígens de l'actual celebració són els porrats, com el de Sant Macià a Ròtova, que entren a terres valencianes després de la Conquesta, sent un dels primers en celebrar-se el porrat de Sant Donís de la Ciutat de València.
Al segle xviii, després de la Guerra de Successió, la celebració oficial que commemorava l'entrada de Jaume I a València va ser prohibida pel Decret de Nova Planta, però es va continuar celebrant popularment. Sant Dionís havia estat una festa molt arrelada, ja que eren tradicionals els festivals pirotècnics des de la popularització de la pólvora en forma festiva. A la vespra, i durant el dia de Sant Dionís, s'havien llançat sempre multitud de coets fins al punt que, segons les cròniques, un any es van arribar a llançar 13.000 coets des del terrat del palau de la Generalitat. I la vesprada del 9 d'octubre de 1526 va haver-hi un accident en el qual van morir 9 persones i van cremar 20 cases a la zona del Mercat. Per tot això, l'origen de la piuleta i el tronador està en el segle xvi, quan Carles III va prohibir fabricar pirotècnia. En resposta, els forners valencians van idear uns dolços de massapà que representaven els coets prohibits, i els van donar forma de petards, piules i trons; tot i segons altres teories, també representaven els òrgans sexuals masculins i femenins per la seua forma característica.
A partir del segle xix, els dolços s'embolicaven en un mocador afegit, tal com ja es feia als porrats. Amb el temps, l'objecte va formar part imprescindible del regal, i va donar nom a la festivitat. Per esta tradició, molts valencians consideren que Sant Donís és el Dia dels Enamorats valencians; i és tradició que les dones conserven tots els mocadors que la seua parella els ha regalat, any rere any, des que van començar a festejar.